# Paul B. Dague

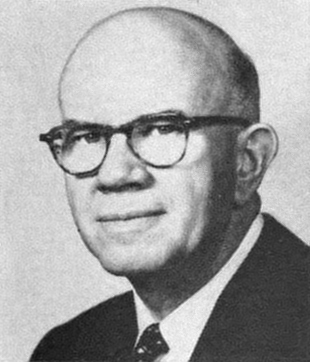
Paul B. Dague (1965)

Paul Bartram Dague (* 19. Mai 1898 in  Whitford, Chester County, Pennsylvania; † 2. Dezember 1974 in West Chester, Pennsylvania) war ein US-amerikanischer Politiker. Zwischen 1947 und 1966 vertrat er den Bundesstaat Pennsylvania im US-Repräsentantenhaus.

## Werdegang
Paul Dague besuchte die öffentlichen Schulen seiner Heimat und danach das West Chester State Teachers College. Anschließend studierte er am Drexel Institute in Philadelphia Elektrotechnik. Während der Endphase des Ersten Weltkrieges diente er in den Jahren 1918 und 1919 im Marine Corps. Von 1925 bis 1935 arbeitete er für die Fernstraßenverwaltung seines Staates. Von 1936 bis 1946 war er in führenden Positionen bei der Polizei im Chester County tätig. Bis 1943 war er stellvertretender Polizeichef und danach wurde er als Sheriff Leiter dieser Behörde.
Dague war Mitglied der Republikanischen Partei. Bei den Kongresswahlen des Jahres 1946 wurde er im neunten Wahlbezirk von Pennsylvania in das US-Repräsentantenhaus in Washington, D.C. gewählt, wo er am 3. Januar 1947 die Nachfolge von J. Roland Kinzer antrat. Nach neun Wiederwahlen konnte er bis zu seinem Rücktritt am 30. Dezember 1966 fast zehn Legislaturperioden im Kongress absolvieren. In diese Zeit fielen unter anderem der Beginn des Kalten Krieges, der Koreakrieg und innenpolitisch die Bürgerrechtsbewegung. Außerdem begann damals der Vietnamkrieg. Im Jahr 1966 verzichtete Dague auf eine weitere Kandidatur. Er trat am 30. Dezember 1966, vier Tage vor Ablauf der Legislaturperiode, von seinem Mandat zurück.
Nach dem Ende seiner Zeit im US-Repräsentantenhaus zog sich Paul Dague in seinen Ruhestand zurück, den er in Downingtown verbrachte. Er starb am 2. Dezember 1974 in West Chester und wurde in Downingtown beigesetzt.